# Kiila
Kiila is een album van de Finse band Apulanta. Het album is uitgebracht in 2005. Op het album staan de volgende nummers:
1. Syöpä - 4:01
2. Pala siitä - 3:31
3. Pahempi toistaan - 5:09
4. Valon juuri - 4:13
5. Armo - 4:19
6. Usko - 4:02
7. Kuollakseen elossa - 3:50
8. Routa - 4:34
9. Laululintu - 3:16
10. Kaukaa lähelle - 3:37

## Noteringen
In week 12 van 2005 kwam het album binnen op nummer één in Finland, bleef daar slechts één week, voordat het zakte naar nummer twee. Na 28 weken, in week negenendertig van 2005, verdween het eindelijk uit de hitlijsten. Dit maakt het Apulanta's meest succesvolle studioalbum in Finland (een singles-compilatiecollectie die in 1998 werd uitgebracht, bleef ook 28 weken in de hitparades staan). Op de dag van de release had het album al een "Gold" -certificering gekregen. Voor het einde van 2005 waren er in Finland 50.000 exemplaren van verkocht, wat betekent dat het ook "Platinum"-gecertificeerd was. Het is daarmee het bestverkochte studioalbum van Apulanta.